# Kristian Tettli Rennemo
Kristian Tettli Rennemo (* 1. November 1984) ist ein ehemaliger norwegischer Skilangläufer.

## Werdegang
Rennemo startete 39-mal im Weltcup und gab im März 2009 in Trondheim beim 50-km-Massenstartrennen in der klassischen Technik sein Debüt in dieser Rennserie, das er auf Platz 42 beendete. Seine ersten Weltcuppunkte erreichte er am 6. März 2010 in Lahti mit Rang 14 im Skiathlon. Einen Tag später gewann er als Schlussläufer mit der zweiten norwegischen Staffel sein einziges Weltcuprennen. Auf einer als Skiathlon ausgetragenen Etappe der Tour de Ski, die er auf dem 24. Platz beendete, belegte er am 1. Januar 2012 zudem Rang fünf und erreichte im März desselben Jahres beim 50-km-Massenstartrennen am Holmenkollen in Oslo Rang 12. Im Scandinavian Cup, bei dem er drei Rennen gewann, belegte er in der Saison 2009/10 den ersten Platz und 2011/12 den zweiten Rang in der Gesamtwertung. Im März 2012 siegte er beim Storlirennet über 36 km Freistil.

## Erfolge

### Weltcupsiege im Team
| Nr. | Datum        | Ort   | Disziplin           |
| --- | ------------ | ----- | ------------------- |
| 1.  | 7. März 2010 | Lahti | 4 × 10 km Staffel 1 |

### Siege bei Continental-Cup-Rennen
| Nr. | Datum             | Ort      | Disziplin                      | Serie            |
| --- | ----------------- | -------- | ------------------------------ | ---------------- |
| 1.  | 20. Dezember 2009 | Vuokatti | 15 km Freistil Individualstart | Scandinavian Cup |
| 2.  | 18. Dezember 2011 | Vuokatti | 15 km Freistil Individualstart | Scandinavian Cup |
| 3.  | 8. Februar 2012   | Madona   | Sprint Freistil                | Scandinavian Cup |

### Medaillen bei nationalen Meisterschaften
- 2012: Silber mit der Staffel
- 2013: Bronze mit der Staffel
- 2015: Bronze mit der Staffel